# Måneskin
Måneskin (prononcé : [ˈmɔːnəˌske̝nˀ], « Clair de Lune » en danois) est un groupe de rock italien, formé à Rome en 2016.
Il est composé de Damiano David (chant), Victoria De Angelis (basse), Thomas Raggi (guitare) et Ethan Torchio (batterie).
Avec le titre rock Zitti e buoni, Måneskin gagne le Concours Eurovision de la chanson 2021, en tant que représentant de l'Italie. Cette victoire étend la notoriété du groupe sur la scène internationale et dans les charts, après déjà plusieurs succès dans son pays d'origine.
Spotify a enregistré 22 millions d'auditeurs durant le mois de mai 2021.
Avec les sorties des deux albums studio, un extended-play et huit singles, ils atteignent le sommet des charts musicaux italiens et européens à diverses occasions, et récoltent 22 certifications platine et six certifications or de la Fédération de l'industrie musicale italienne (FIMI), attestant de la vente de plus d’un million de disques en Italie, avant même leur victoire à l'Eurovision. En 2021, Måneskin devient le premier groupe italien à atteindre le top 10 du UK Singles Chart. Leur single Zitti e buoni ainsi que la chanson I Wanna Be Your Slave atteignent le top 10 du Billboard Global 200 ex U.S.. Le 20 janvier 2023, ils sortent leur troisième album nommé Rush!.

## Carrière
L'histoire du groupe débute avec la rencontre de ses membres au lycée à Rome. Partageant le goût pour le rock et le pop rock, ils forment un groupe en 2015, sous l'impulsion de Victoria De Angelis et de Thomas Raggi. Ils choisissent le nom de groupe Måneskin, un mot danois proposé par Victoria, elle-même d'origine danoise. De répétitions en répétitions, ils construisent leur identité musicale et se mettent à composer des chansons. Ils partent également en recherche des lieux pour se produire en public à Rome. À défaut, ils jouent alors dans les rues de la capitale italienne, faisant office de terrain d’essai pour développer leurs aptitudes scéniques.

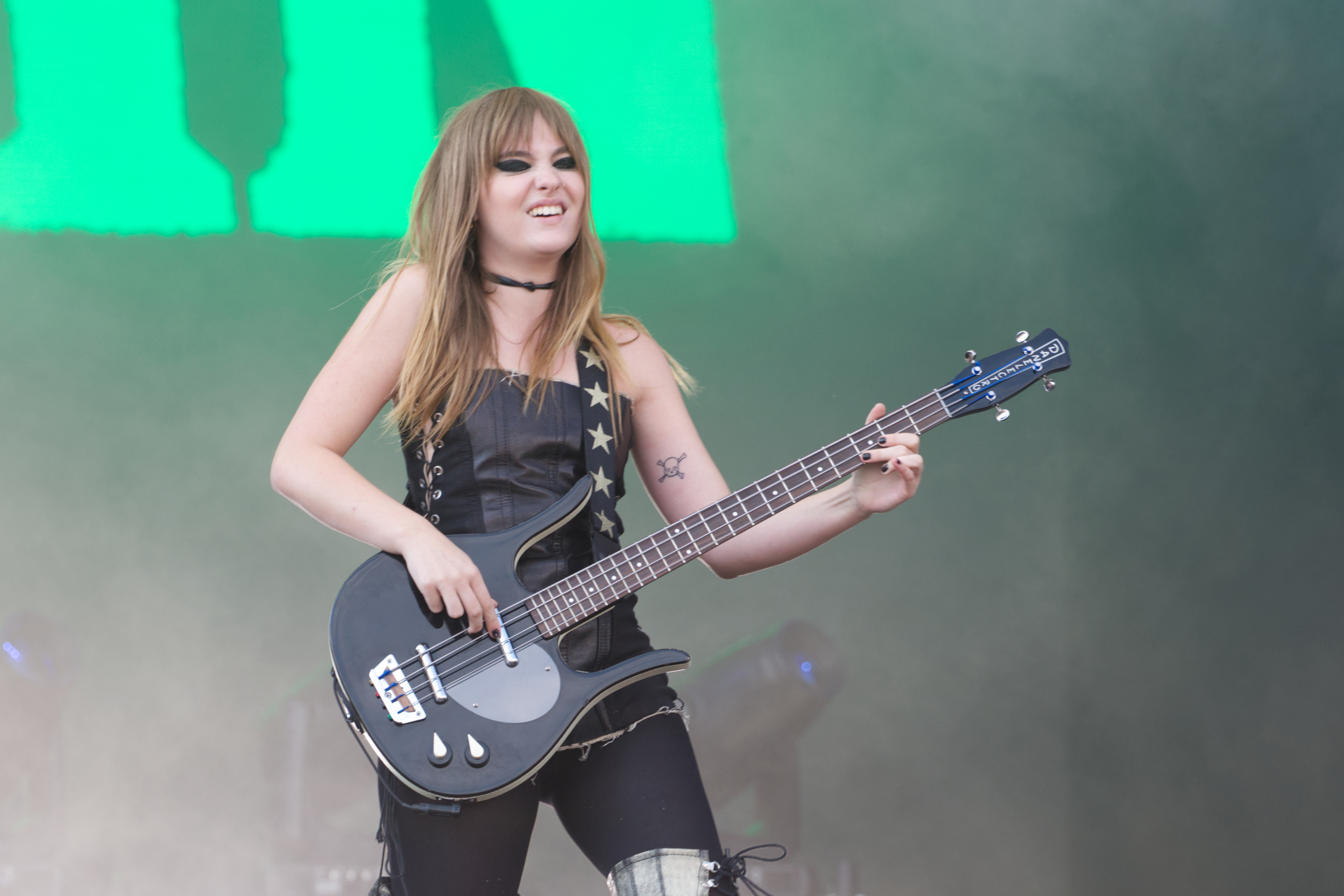
Victoria De Angelis

Le groupe participe aussi à différents concours qui le révéleront à une audience grandissante. En 2017, Måneskin participe à la onzième saison de l'émission de télévision italienne X Factor, aux côtés de leur coach Manuel Agnelli. Le groupe interprète alors Beggin' pour la première fois. À la finale de l'émission, ils interprétèrent leur chanson phare, Chosen. Måneskin termine second. Les années suivantes, leur reprise connaîtra un succès durant leur notoriété florissante en 2021 due à leur victoire à l'Eurovision mais également par son succès sur TikTok cette même année. Sur toutes plates-formes confondues, leurs chansons cumulent aujourd'hui 6 milliards et demi de streams. 
Ce succès leur ouvre les portes du label Sony Music -RCA avec lequel ils signent. En 2017, sort leur premier album Chosen. Vient ensuite l’album Il ballo della vita qui sort en 2018, puis l’album Teatro d'ira Vol I, peu après leur victoire au Festival de Sanremo 2021.

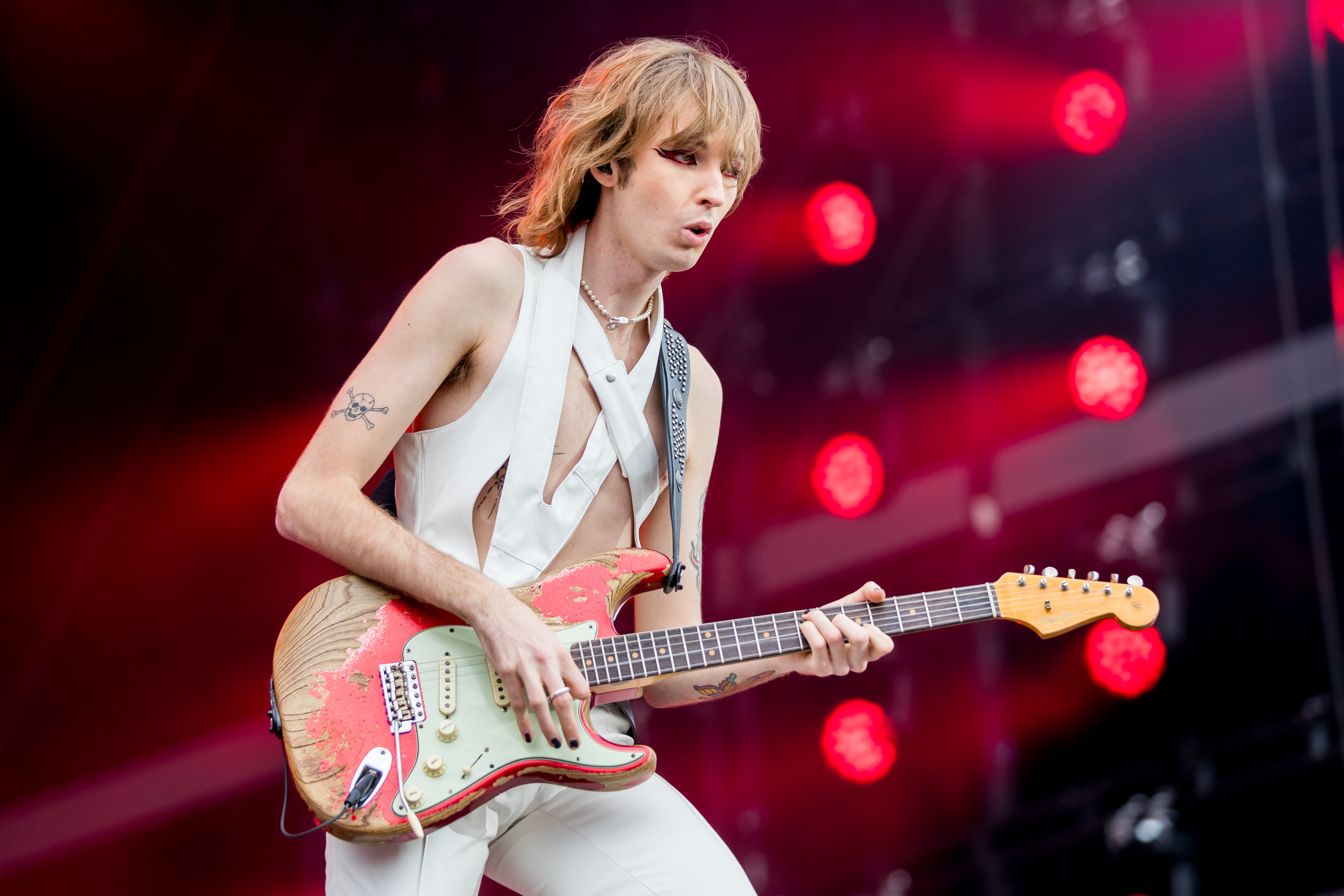
Thomas Raggi

Durant ce festival, un projet de duo avec la chanteuse Amanda Lear devait avoir lieu. Sur invitation de Måneskin, il était prévu de partager le duo Amandoti (it). Faute d'argent, ce projet de duo ne se réalise pas,.

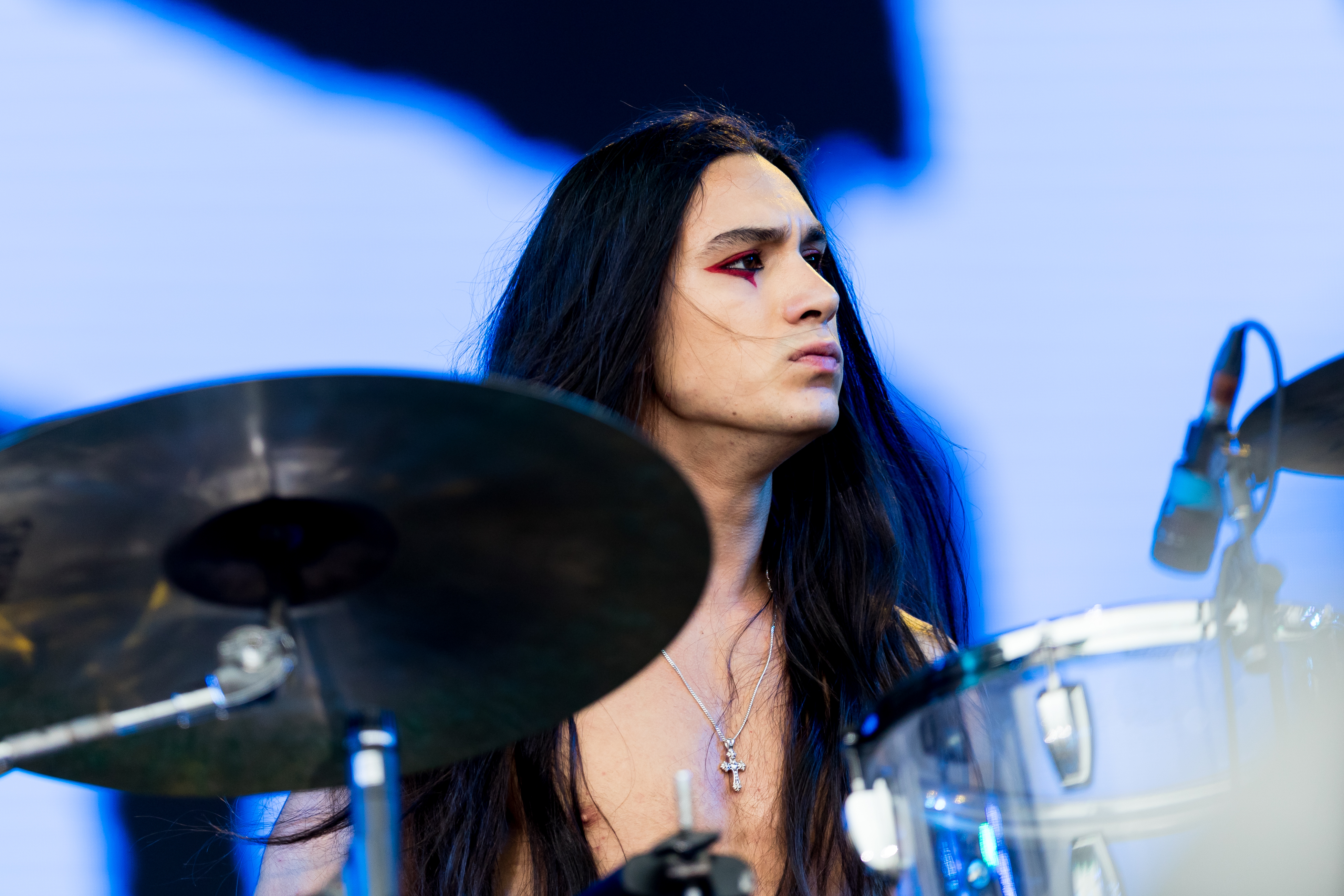
Ethan Torchio

Toutefois, cette victoire permet au groupe de participer au concours Eurovision de la chanson 2021, retransmis depuis Rotterdam aux Pays-Bas, avec la même chanson gagnante Zitti e buoni. Cette chanson évoque l'anti-conformisme et appelle chacun à être libre. « Taisez-vous et tenez-vous correctement » en est la traduction française. Après l'annonce des votes des jurys professionnels, Måneskin n'est encore que quatrième, alors devancé par le Suisse Gjon's Tears (provisoirement premier), la Française Barbara Pravi (deuxième) et la Maltaise Destiny Chukunyere (troisième). Grâce au décisif apport de votes du public, annoncé dans une deuxième phase, le groupe remporte le concours avec un total de 524 points, devançant Barbara Pravi.
Lors de leur concert en Pologne en juin 2021, Damiano David embrasse symboliquement Thomas Raggi à la fin de leur performance sur la chanson I Wanna Be Your Slave, pour soutenir la communauté LGBTQ+. Damiano David a conclu : « We think that everyone should be allowed to do this without any fear. We think that everyone should be completely free to do whatever the f*ck you want. Thank you Poland ! » (« Nous pensons que tout le monde devrait pouvoir le faire sans aucune crainte. Nous pensons que chacun devrait être totalement libre de faire ce qu’il veut. Merci la Pologne ! »).
En octobre 2021, ils sortent le single Mammamia qui fait référence aux allégations post-Eurovision sur la rumeur d'usage de drogue pendant le concours Eurovision,.
La formation italienne fait la première partie des Rolling Stones à Las Vegas le 6 novembre 2021.
Les singles Mammamia et The Loneliest sont annoncés comme étant dans le prochain album studio du groupe nommé Rush! annoncé en octobre 2022. Sa sortie est prévue pour le 20 janvier 2023. Le 13 janvier 2023, Måneskin sort un titre intitulé Gossip en duo avec Tom Morello.
En partenariat avec Spotifiy, Måneskin organise un « mariage » à Rome, dont le slogan est « married in a rush! », littéralement « marié à la va-vite » une métaphore et un jeu de mots avec leur 3e album studio intitulé Rush!.

## Membres

### Membres actuels
- Victoria De Angelis  – basse, chœurs (depuis 2016)
- Thomas Raggi – guitare (depuis 2016)
- Ethan Torchio – batterie, percussions, guitare (depuis 2016)
- Damiano David - chant (depuis 2016)

## Tournées
- Il Ballo della Vita Tour (2018–2019)
- Loud Kids Tour (2022–2023)[20]
- Rush! World Tour (2023)[21].

## Discographie

### Singles
- Chosen (2017)
- Morirò Da Re (2018)
- Torna A Casa (2018)
- Fear For Nobody (2019)
- L'altra Dimensione (2019)
- Le Parole Lontane (2019)
- Stato Di Natura (Avec Francesca Michielin) (2020)
- Vent'anni (2020)
- Zitti E Buoni (2021)
- I Wanna Be Your Slave (2021)
- Mammamia (2021)
- Supermodel (2022)
- If I Can Dream (2022)
- The Loneliest (2022)
- LA Fine (2022)
- Gossip (Avec Tom Morello) (2023)
- Baby Said (2023)
- Honey (Are U Coming?) (2023)
- Valentine (2023)